# 330856 Ernsthelene
330856 Ernsthelene este o planetă minoră (asteroid) din centura de asteroizi. A fost descoperită pe 20 august 2009 la  de Rainer Kling⁠(d). 
Obiectul prezintă o orbită caracterizată de o semiaxă mare de 2,4309962656694 UAi, o excentricitate de 0,16, o înclinație de 6,2 ° în raport cu ecliptica.